# Бушуиха (деревня)
Бушуиха — деревня в Грязовецком районе Вологодской области.
Входит в состав Комьянского муниципального образования, с точки зрения административно-территориального деления — в Ведерковский сельсовет.
Расстояние до районного центра Грязовца по автодороге — 43 км, до центра муниципального образования Хорошево по прямой — 9 км. Ближайшие населённые пункты — Щекутьево, Вознесенье, Богослово.
По данным переписи в 2002 году постоянного населения не было.